# Italy (Texas)
Italy è una città della contea di Ellis, Texas, Stati Uniti. Al censimento del 2010, la città aveva una popolazione totale di 1.869 abitanti, un calo rispetto ai 1.993 abitanti al censimento del 2000.
La comunità prese il nome dall'Italia (Italy) da un colono che aveva visitato il paese europeo.

## Geografia fisica
Secondo lo United States Census Bureau, ha un'area totale di 1,80 mi² (4,66 km²).

## Storia
Italy fu fondata nel 1879 da coloni che trovarono il terreno circostante adatto alla coltivazione di cotone, mais, patate dolci e grano. La Missouri-Kansas-Texas Railroad arrivò a Italy nel 1890, con la fermata per rendere la città un importante centro del mercato. La popolazione è cresciuta costantemente, da 1.061 nel 1900 a 1.500 nel 1925, fino a quando la grande depressione provocò un declino durato oltre tre decenni. La città iniziò a vedere una crescita economica e demografica anche negli anni 1970, con una popolazione che arrivò a quasi 2.000 abitanti nel 2000.

## Società

### Evoluzione demografica
Secondo il censimento del 2010, la popolazione era di 1.863 abitanti.

### Etnie e minoranze straniere
Secondo il censimento del 2010, la composizione etnica della città era formata dal 69,7% di bianchi americani, il 18,0% di afroamericani, lo 0,6% di nativi americani, lo 0,2% di asiatici, lo 0,1% di oceanici, il 9,1% di altre etnie, e il 2,4% di due o più etnie. Ispanici o latinos di qualunque etnie erano il 21,3% della popolazione.